# جراحيات

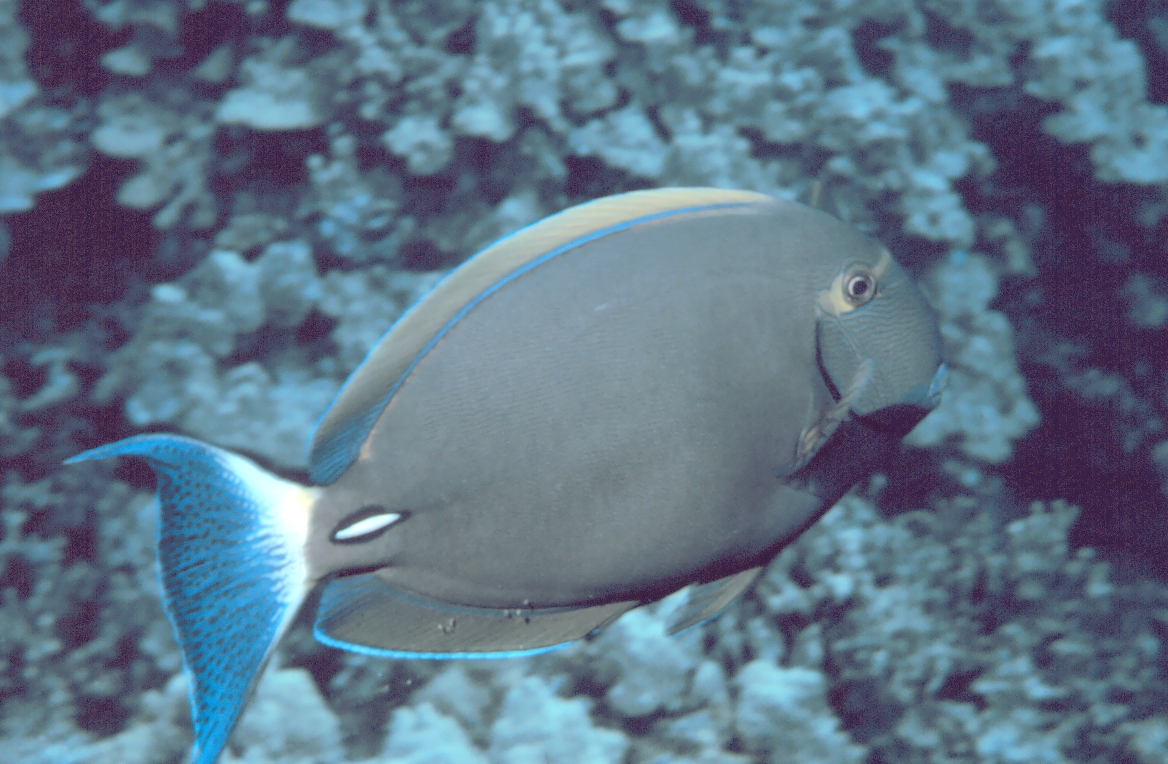

شائكات الذيل أو الجراحيات أو السَّرجون (باللاتينية: Acanthuridae)،  هي فصيلة من أسماك الزينة تضم حوالي 80 نوعاً وتعيش في البحار الاستوائية بالقرب من أماكن تواجد الشعب المرجانية. يبلغ معدل طولها من 15-40 سم وقد يزيد طول بعض الأنواع ليصل إلى حوالي المتر، وتنمو هذه الأسماك بسرعة إذا توافرت لها الرعاية الكاملة وتعيش أسماك التانج على عمق يتراوح بين 5 إلى 30 متراً.

## من أنواع التانج
- زبرا سوما، Zebrasoma veliferum ، (بالإنجليزية: sailfin tang)
- باودر بلو، Acanthurus leucosternon ، (بالإنجليزية: powder blue tang)
- يلو تانج، Zebrasoma flavescens ، (بالإنجليزية: Yellow tang)
- الناسو، Naso lituratus ، (بالإنجليزية: Naso tang)
- الهيبو تانج، Paracanthurus hepatus ، (بالإنجليزية: hippo tang)
- بربل تانج، Zebrasoma xanthurum ، (بالإنجليزية: purple tang)
- سوهال تانج،  Acanthurus sohal ، (بالإنجليزية: Sohal surgeonfish)
- سمك الجراح المرقط، Zebrasoma gemmatum ، (بالإنجليزية: Spotted tang)